# Образование в Доминике

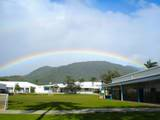
Медицинская Школа Университета Росса

Образование в Доминике является обязательным в возрасте от 5 до 16 лет. 

## История
Валовой показатель охвата начальным образованием составлял 100 % в 1991 году и 98,2 % в 1998 году, а чистый показатель охвата начальным образованием составлял 88,7 % в 1991 году и 88,8 % в 1998 году. По состоянию на 2001 год показатели посещаемости начальных школ в Доминике отсутствовали. Плохие условия во многих начальных школах влияют на качество образования, в то время как некоторые школы переполнены, что ограничивает доступ к начальному образованию, особенно для детей, живущих в городских районах вокруг столицы. Бедность и работа на семейных банановых фермах во время сезона сбора урожая могут повлиять на посещаемость школы. В Доминике проживает значительное число карибских индейцев, а школы на Карибской территории, как сообщается, располагают меньшими ресурсами.
Высшие учебные заведения включают государственный колледж Доминики, открытый кампус Вест-Индского университета, медицинскую школу Университета Всех Святых, Международный университет аспирантуры, Университет Нового Света и медицинскую школу Университета Росса.